# Grodzisk (powiat Siemiatycki)
Grodzisk is een dorp in het Poolse woiwodschap Podlachië, in het district Siemiatycki. De plaats maakt deel uit van de gemeente Grodzisk en telt 640 inwoners.